# David Szmulewski
David Szmulewski (né le 26 juillet 1912 à Koło en Pologne et mort le 15 janvier 1990 à Paris 7e) est militant communiste juif polonais, ancien membre des Brigades internationales en Espagne, déporté à Auschwitz et membre actif de la résistance dans ce camp.

## Biographie

### Les années de jeunesse
David Szmulewski est né le 26 juillet 1912 à Koło en Pologne dans une famille juive très pauvre. Il reçoit une éducation juive traditionnelle. Militant sioniste dans un premier temps, il passe plusieurs années en Palestine mandataire, puis s'installe en France où il adhère au parti communiste. Après le putsch du général Franco, il s'engage dans les Brigades internationales auprès des Républicains espagnols. Il combat dans la compagnie Naftali Botwin, compagnie constituée exclusivement de juifs polonais sous les ordres d'Emmanuel Mink. Il est blessé au combat. Il se réfugie en France en 1939 où il est interné dans différents camps. Libéré par les autorités, il entre dans la résistance avant d'être arrêté et interné à Drancy. C'est là qu'il rencontre Alter Fajnzylberg. Il est transféré au camp de Royallieu puis de là, il est déporté par le convoi n° 1 du 27 mars 1942 pour Auschwitz. Là, on lui tatoue le matricule 27849. Il fait partie du Kommando des couvreurs ce qui lui permet de circuler dans les trois camps du complexe d'Auschwitz.

### La résistance à Auschwitz
David Szmulewski prend part à la résistance dans le camp d'Auschwitz comme beaucoup d'anciens de la compagnie Botwin, à l'instar d'Emanuel Mink. Ces derniers, déportés depuis la France, forment d'ailleurs le premier noyau de l'organisation internationale de résistance d’Auschwitz. Un des objectifs de l'organisation est de sauver le plus de vies possible en donnant des conseils aux arrivants pour qu'ils échappent à la sélection pour les chambres à gaz. Une autre activité consiste à monter la garde pour permettre aux déportés pratiquants de prier de d'organiser des cérémonies religieuses. Comme il peut circuler dans tout le camp, David Szmulewski transporte nourriture, vêtements et médicaments, donne des informations à la résistance sur la situation des camps, les objets entassés dans le Kanada. Il aide à la préparation de l'évasion de nombreux déportés. Il est chargé, durant l'été 1944, par le commandement de la résistance d'organiser la prise de photos des installations de mise à mort de Birkenau afin de prouver au monde entier l'entreprise d'extermination à l’œuvre. C'est lui qui transporte avec Alter Fajnzylberg l'appareil photo, certainement trouvé au Kanada pour l'introduire près du Krematorium V. Il fait la liaison entre les membres des Sonderkommando et l'organisation de résistance pour préparer la révolte générale du camp durant l'été 1944 mais ce projet avorte.

### Après guerre
Après guerre, David Szmulewski revient en Pologne, où il occupe un poste de haut fonctionnaire. Mais la violente campagne antisémite orchestrée par le gouvernement polonais à partir de 1968 le pousse à quitter la Pologne. Il trouve refuge en France en 1970. Il publie son témoignage en yiddish en 1984: Zikhroynès fun vidershtand in Oyshwitz Birkenau, Souvenirs de la résistance à Auschwitz Birkenau. En 1987, il est interrogé par l'historien Jean-Claude Pressac sur les circonstances de la prise des photos des Sonderkommandos d'Auschwitz. Il meurt en 1990.

## Publications
- Umierali stojac (On mourait debout) in ZA Wolnosc i Lud, 2, 1963
- Zikhroynès fun vidershtand in Oyshwitz Birkenau, Souvenirs de la résistance à Auschwitz Birkenau, Paris, édité par David Szmulewski, 1984, mise en forme par Noé Gruss